# Xinbei, Guangdong
Xinbei (kinesiska: 新陂) är en köping i sydöstra Kina. Den ligger i Xingning i staden Meizhou i provinsen Guangdong, omkring 270 kilometer nordost om provinshuvudstaden Guangzhou. Antalet invånare är 29 514. Befolkningen består av 14 768 kvinnor och 14 746 män. Barn under 15 år utgör 15,0 %, vuxna 15-64 år 72 %, och äldre över 65 år 11,0 %.